# Bandicam
Bandicam（バンディカム）は、韓国のBandicam Companyが開発している動画キャプチャーソフトウェア。2009年に韓国のBandisoftが開発し、分社化により現：Bandicam Companyが開発を引き継いだ。
PCの画面の動きを動画として保存したり、ゲームのプレイ動画を作成したり、HDMI接続の外部デバイスの画面の動きを保存したりする目的で使われる。動画だけでなく、PC上のサウンドやマイクの音声をキャプチャー（録音）することもできる。また、静止画キャプチャー機能（スクリーンショット）や画面を録画せずに音声のみを保存する機能もある。

## 概要
Bandicamには、画面録画モード、ゲーム録画モード、デバイス録画モードの3つのモードがある。バージョン4.0.0からは、画面録画モードには、PC画面上の特定の領域を記録するのに使う「指定した領域キャプチャー」、ディスプレイ全体をキャプチャー対象とする「フルスクリーンキャプチャー」、マウスカーソルの動きに合わせてキャプチャーする「マウス周辺キャプチャー」、特定のウィンドウを選択して録画することができる「特定のウィンドウキャプチャー」に対応。。DirectX、OpenGL、Vulkanにより開発されたゲームなどをキャプチャーするときには、ゲーム録画モードを使う。また、Webカメラ、PCにHDMI接続したデバイスの画面を記録するデバイス録画モードも搭載されている。
Bandicamはシェアウェアで、製品版ライセンスが有料で販売されている。2022年10月に新ライセンス体系が発表され、ビジネスライセンスや個人向けの年間ライセンスも販売されている。最近ではBandicam7.0がリリースされているが、1.x、2.x、3.x、4.x、5.x、6.xなど以前のバージョンで購入した製品版ライセンスは、Bandicam7.0でも引き続き使用可能となっている。製品版購入前のテスト目的に限って使用できる無料版も提供されている。無料版は連続録画時間が10分間に制限され、無料版で作成された動画にはwww.BANDICAM.comの電子透かしが出力されるなどの制限がある。どうしても無料で使いたいユーザー向けに、10分ごとに分かれてしまったファイルが、姉妹ソフトのBandicut無料版で簡単につなげられることが公式サイトでもうたわれている。
Bandicamで作成した動画ファイルは、MP4またはAVI形式で保存できる。静止画キャプチャー（スクリーンショット）機能を使った場合の画像ファイルの形式は、BMP、JPEG、PNGである。PC画面録画ソフトながら、静止画キャプチャー機能も充実している。0.1秒から9999秒まで任意のインターバルで連写することも可能。また、画像ファイルは保存先に保存するだけでなく、Ctrl+CとCtrl+Vでクリップボードを使ってスクリーンショットを貼り付けることもできる。動画キャプチャーをしながら音声ファイルをWAVファイルとして保存する機能や画面録画をせずに音声だけキャプチャーする録音モードもあり、MP3かWAVで保存できる。
リアルタイム描画機能、予約録画機能、Webカメラ映像オーバーレイ機能、ハードウェアアクセラレーション（Nvidia NVENC AV1  / HEVC  / H.264、CUDA、AMD VCE/VCN AV1  / HEVC  / H.264、Intel Quick Sync Video AV1  / HEVC  / H.264）などの付加機能も充実している。
Webカメラオーバーレイ機能で使用できるWebカメラは1台のみだが、デバイス録画モードを使用しながらWebカメラオーバーレイ機能を使うことで同時に2台のカメラ映像を録画することもできる。
Bandicamの使用中に予期せぬ状況により、パソコンがフリーズしたり、強制終了したりして正常に録画ファイルが保存できなかった場合にも、同梱のBandiFixを使って破損ファイルを修復できる場合がある。

## ビデオコーデック
主な対応ビデオコーデックは下記の通り。

### 内蔵コーデック
- H.264
- HEVC
- AV1
- MPEG-1
- Xvid
- Motion JPEG
- YV12
- RGB24

### 外部コーデック
Bandicamは、上記の内蔵コーデック以外に外部コーデックにも対応している。

## オーディオコーデック
対応オーディオコーデックは下記の通り。外部コーデックには対応していない。
- MPEG-1 L2
- PCM
- AAC
- MP3
- WAV